# Falls Apart (Sugar Ray)
Falls Apart è un singolo del gruppo musicale statunitense Sugar Ray, pubblicato il 22 novembre 1999 come terzo e ultimo estratto dall'album 14:59.

## Tracce
CD Maxi
1. Falls Apart (Album version) – 4:15
2. Falls Apart (Edit) – 4:18
3. Falls Apart (Instrumental) – 3:54

## Classifiche
| Classifica (2000) | Posizione massima |
| ----------------- | ----------------- |
| Nuova Zelanda     | 33                |
| Stati Uniti       | 29                |